# Гандумоб
Гандумо́б — традиційна таджицька страва. Вважається делікатесом у таджиків. Завжди готують її на весілля або інші святкові заходи для почесних гостей.

## Інгредієнти та приготування
Приготування гандумоб однакове як і для страв кашк, далда, дангича. Ще одна страва каллапоча — коли варять бульйон з нутрощів барана або корови — голови, тельбухів, ніжок, серця, печінки тощо.
Ця страва також готується на бульйоні, але з додаванням злаків — подрібненої у ступці пшениці, гороху — нахуду (нуту), червоної квасолі.